# Humberto Bravo
Humberto Rafael Bravo (Añatuya, Santiago del Estero, Argentina; 2 de febrero de 1951) es un exfutbolista argentino que se desempeñaba como delantero. Se destacó principalmente en Talleres. Terminó con su carrera en 1987 jugando para Deportivo Maipú.
La tarde del 19 de mayo de 1978, un mes antes del Mundial que se llevó a cabo en Argentina, el entrenador César Luis Menotti determinó dejar afuera a tres jugadores, para así completar la lista de 22 futbolistas que iban a estar en la Copa del Mundo, que luego la Selección ganaría por primera vez en su historia. Uno de los afectados fue Humberto Bravo, uno de los principales goleadores de Talleres en el campeonato y entre los mejores goleadores del país. Los otros dos que quedaron fuera de la lista de Menotti fueron Diego Maradona  y Víctor Bottaniz.

## Trayectoria

### Club Atlético Talleres
Llegó a Talleres en 1974. Tuvo dos periodos en el club; de 1974 a 1978 y de 1979 a 1981, es un jugador muy importante para la historia del club de Barrio Jardín, jugó un total de 144 partidos oficiales (237 partidos sumando los de la liga regional) y convirtió un total de 68 goles oficiales en AFA (140 goles si contamos la liga regional). Logró 13 títulos locales con la institución. Es el segundo goleador histórico del club detrás de Miguel “Wanora” Romero.
Es el jugador que más goles marcó en un mismo partido del clásico cordobés, tras convertirle cuatro goles a Belgrano en Alberdi, el 25 de mayo de 1976 por la primera fecha del Clausura de 1976.
El 18 de enero de 1978 en la cancha de Newell’s Old Boys de Rosario; Bravo convierte uno de los goles más importantes de la historia del club; se marca el tanto decisivo para que el Matador pase a la final del Nacional de 1977. Lo gritaron cerca de 15.000 hinchas de Talleres que habían viajado a Rosario a presenciar el partido; que finalmente terminó 1 a 0 en favor de los cordobeses. (Ver material audiovisual original del club)
Durante su paso por Talleres fue convocado por la Selección de Argentina, con la cual disputó algunos partidos amistosos. Estuvo preseleccionado para el Mundial de 1978 pero no quedó en el cupo definitivo de 22 jugadores.
Bravo fue el jugador que le cortó la valla invicta al arquero Carlos Barisio, que jugaba en ese momento en Ferro y posee actualmente el récord de valla invicta del fútbol argentino con 1075 minutos sin que le marquen un gol. Sucedió el 26 de julio de 1981 y el partido terminó 1 a 1.

## Clubes y estadísticas
| Club                        | País      | Año                 | Partidos | Goles |
| --------------------------- | --------- | ------------------- | -------- | ----- |
| Club Atlético Independiente | Argentina | 1971-1972           | 7        | 3     |
| Quilmes Atlético Club       | Argentina | 1972-1973           | 4        | 0     |
| Talleres de Córdoba         | Argentina | 1974-1978 1979-1981 | 237      | 140   |
| Paris FC                    | Francia   | 1978-1979           | 19       | 5     |
| Racing de Córdoba           | Argentina | 1983-1985           | 44       | 18    |
| Deportivo Maipú             | Argentina | 1985-1986           | 23       | 7     |
| Rangers de Talca            | Chile     | 1986-1987           | 28       | 12    |

Fuente

## Palmarés

### Títulos como jugador

#### Títulos nacionales
| Equipo   | País      | Título         | Año  |
| -------- | --------- | -------------- | ---- |
| Talleres | Argentina | Copa Hermandad | 1977 |